# Muduapa jezik
Muduapa (vitu, witu; ISO 639-3: wiv), jezik iz skupine Bali-Vitu kojim govori oko 8 800 ljudi (1991 SIL) na otocima Vitu i Mudua u provinciji West New Britain (distrikt Talasea), Papua Nova Gvineja.
Postoje dva ili tri dijalekta. Srodan je jeziku uneapa. 

## Vanjske poveznice
- Ethnologue (14th)
- Ethnologue (15th)